# Augustians FC
Augustinians FC – gambijski klub piłkarski z siedzibą w Bandżulu.

## Historia
Augustinians FC został założony w 1940 roku w Bandżulu. Występował w pierwszych rozgrywkach Bathurst League 1940. W sezonie 1953/54 po raz pierwszy zdobył tytuł mistrza. Po uzyskaniu niepodległości w pierwszych dwóch sezonach 1965/66 i 1966/67 powtórzył ten sukces. Potem występował w First Division bez większych sukcesów. Przed sezonem 1975/76 po zredukowaniu ligi znalazł się w Second Division, ale wkrótce powrócił do pierwszej dywizji.
W końcu lat 80. XX wieku, kiedy piłka nożna w Gambii z przyczyn finansowych przeżywała kryzys, rozgrywki ligowe nie były prowadzone. 
Ze wznowieniem rozgrywek w 1991 klub z przemiennym sukcesem grał w Division One. W 1995 po raz kolejny spadł do Division Two. W sezonie 1996/97 powrócił do First Division, ale nie utrzymał się w niej. Po sezonie 1998/99 nawet spadł do trzeciej dywizji.
Już nigdy nie powrócił do drugiej dywizji i został rozwiązany.

## Sukcesy

### Trofea międzynarodowe
- Puchar Mistrzów Afrykańskich
  - runda kwalifikacyjna: 1967, 1968

### Trofea krajowe
| \| \| Zdobyte trofea w rozgrywkach Gambii (stan na: 31-05-2014) \| |                                                           |      |                                    |
| Rozgrywki                                                          | Osiągnięcie                                               | Razy | Sezon(y)                           |
| Mistrzostwo                                                        | I miejsce                                                 | 4    | 1953/54, 1965/66, 1966/67, 1986/87 |
| Mistrzostwo                                                        | II miejsce                                                | ?    |                                    |
| Mistrzostwo                                                        | III miejsce                                               | ?    |                                    |
| Puchar                                                             | zdobywca                                                  | 2    | 1961/62, 1967/68                   |
| Puchar                                                             | finalista                                                 | 1    | 1952                               |
| II liga                                                            | I miejsce                                                 | ?    |                                    |
| II liga                                                            | II miejsce                                                | ?    |                                    |
| II liga                                                            | III miejsce                                               | ?    |                                    |
| Gambia                                                             | Zdobyte trofea w rozgrywkach Gambii (stan na: 31-05-2014) |      |                                    |

## Stadion
Klub rozgrywał swoje mecze domowe na stadionie Banjul Mini-Stadium w Bandżulu, który może pomieścić 1,000 widzów.